# Orang-bati
L'orang-bati è una creatura misteriosa che abiterebbe l'isola di Seram, in Indonesia. Si tratta di un essere alato, simile a un primate (un orango?).

## Descrizione
L'orang-bati sembra un essere umano con la pelle rossastra, dotato di ali simili a un pipistrello e una lunga coda, entrambe ricoperti da una fitta pelliccia nera; osservatori occidentali lo hanno invece descritto come una donna nuda coperta da un cappotto di pelliccia corta nera, che copre anche le ali; i ricercatori hanno suggerito che l'orang-bati potrebbe essere un chirottero gigante, con una faccia simile a una scimmia, come è stato riportato per altre specie simili.
Gli abitanti dei villaggi sostengono che il mostro abbia un'enorme apertura alare ed emetta un suono terrificante prima di attaccare, piombando sulle sue vittime nella foresta e sulle abitazioni. Avrebbero una predilezione per catturare bambini.
Queste creature sono talvolta segnalate da altre isole della stessa area, ma non sembrano uccidere persone tranne che su Seram; si dice che ogni mattina tornino in un vulcano spento, dove presumibilmente divorano i bambini.
Secondo coloro che credono nell'orang-bati, si propone che possa essere un mangiatore di scimmie, come le aquile mangiatrici di scimmie che sono alcuni dei più grandi uccelli volanti del mondo; poiché a Seram non ci sono scimmie, si pensa che l'orang-bati predi invece i bambini piccoli, mentre invece la sua dieta consista principalmente di scimmie in altri luoghi, in modo da non uccidere gli umani.

## Investigazione
Nel 2012 l'esploratore Richard Terry si è recato sull'isola per indagare su quale animale reale possa celarsi dietro l'orang-bati.

## Specie simili
Da qualcuno è identificato con l'ahool, grosso chirottero che vivrebbe a Giava.